# Valentín Vada
Valentín Vada, né le 6 mars 1996 à Santa Fe, est un footballeur italo-argentin évoluant au poste de milieu relayeur.

## Biographie

### Proyecto Crecer
Valentin Vada rejoint, à 9 ans, le Proyecto Crecer, un centre de formation situé à San Francisco en Argentine avec lequel le Football Club des Girondins de Bordeaux est en partenariat, ce qui permet au club d'avoir la priorité sur les jeunes formés dans la province de Cordoba.

### Girondins de Bordeaux
Arrivé à 14 ans en France en 2010, Vada se retrouve au centre d'une polémique puisque la FIFA n'autorise pas le recrutement de mineur sur d’autres continents. Il faut attendre plus de deux ans pour que l'Argentin puisse obtenir une licence pour jouer aux Girondins de Bordeaux.
Lors du tournoi de Montaigu de 2012 où les jeunes girondins remportent le trophée, il termine meilleur buteur (7 buts) et se voit désigné meilleur joueur du tournoi. Il devient également le meilleur buteur de toute l'histoire du tournoi. Le Real Madrid, Chelsea et Barcelone se montrent intéressés par son recrutement, mais renoncent à cause du litige probable avec la FIFA.
Finalement, Bordeaux et Vada obtiennent gain de cause en janvier 2013 et, le 27 septembre 2013, il signe son premier contrat professionnel en faveur de Bordeaux, contrat entrant en vigueur le 1er juillet 2014, jusqu'en juin 2017. Il est alors considéré comme l'un des cinq meilleurs joueurs de sa génération.
Après des difficultés à s'imposer, il honore son premier match officiel avec l'équipe première contre le Rubin Kazan en Ligue Europa en décembre 2015. Il marque son tout premier but de sa carrière avec Bordeaux contre le Toulouse FC (1-0) en marquant dès la 16e seconde.

### AS Saint-Étienne
En février 2019, il est prêté jusqu'à la fin de la saison à l'AS Saint-Étienne.

### UD Almería
Le 23 août 2019, Valentín Vada signe un contrat de cinq ans à l'UD Almería.

## Statistiques en club
| Saison                | Club                    | Championnat           | Championnat | Championnat | Championnat | Coupe nationale | Coupe nationale | Coupe nationale | Coupe de la Ligue | Coupe de la Ligue | Coupe de la Ligue | Supercoupe | Supercoupe | Supercoupe | Compétition(s) continentale(s) | Compétition(s) continentale(s) | Compétition(s) continentale(s) | Compétition(s) continentale(s) | Total | Total | Total |
| Saison                | Club                    | Division              | M.          | B.          | P.d.        | M.              | B.              | P.d.            | M.                | B.                | P.d.              | M.         | B.         | P.d.       | Comp.                          | M.                             | B.                             | P.d.                           | M.    | B.    | P.d.  |
| 2015-2016             | Girondins de Bordeaux   | Ligue 1               | 16          | 0           | 2           | 3               | 0               | 1               | 2                 | 0                 | 1                 | -          | -          | -          | C3                             | 1                              | 0                              | 1                              | 22    | 0     | 5     |
| 2016-2017             | Girondins de Bordeaux   | Ligue 1               | 28          | 6           | 2           | 2               | 0               | 0               | 4                 | 0                 | 2                 | -          | -          | -          | -                              | -                              | -                              | -                              | 34    | 6     | 4     |
| 2017-2018             | Girondins de Bordeaux   | Ligue 1               | 21          | 2           | 0           | -               | -               | -               | 1                 | 0                 | 0                 | -          | -          | -          | C3                             | 1                              | 0                              | 0                              | 23    | 2     | 0     |
| 2018-2019 (janvier)   | Girondins de Bordeaux   | Ligue 1               | 2           | 0           | 0           | 1               | 0               | 0               | 1                 | 0                 | 0                 | -          | -          | -          | C3                             | 3                              | 0                              | 0                              | 7     | 0     | 0     |
| Sous-total            | Sous-total              | Sous-total            | 67          | 8           | 4           | 6               | 0               | 1               | 8                 | 0                 | 3                 | -          | -          | -          | -                              | 5                              | 0                              | 1                              | 86    | 8     | 9     |
| 2019 (janvier)-2019   | AS Saint-Étienne (prêt) | Ligue 1               | 12          | 1           | 1           | -               | -               | -               | -                 | -                 | -                 | -          | -          | -          | -                              | -                              | -                              | -                              | 12    | 1     | 1     |
| Sous-total            | Sous-total              | Sous-total            | 12          | 1           | 1           | -               | -               | -               | -                 | -                 | -                 | -          | -          | -          | -                              | -                              | -                              | -                              | 12    | 1     | 1     |
| 2019-2020             | UD Almería              | Liga 2                | 32          | 3           | 1           | 2               | 0               | 0               | -                 | -                 | -                 | -          | -          | -          | -                              | -                              | -                              | -                              | 34    | 3     | 1     |
| Sous-total            | Sous-total              | Sous-total            | 32          | 2           | 1           | 2               | 0               | 0               | -                 | -                 | -                 | -          | -          | -          | -                              | -                              | -                              | -                              | 34    | 2     | 1     |
| 2020-2021             | CD Tenerife (prêt)      | Liga 2                | 32          | 2           | 1           | 3               | 1               | 0               | -                 | -                 | -                 | -          | -          | -          | -                              | -                              | -                              | -                              | 35    | 3     | 1     |
| Sous-total            | Sous-total              | Sous-total            | 32          | 2           | 1           | 3               | 1               | 0               | -                 | -                 | -                 | -          | -          | -          | -                              | -                              | -                              | -                              | 35    | 3     | 1     |
| 2021-2022             | Real Saragosse          | Liga 2                | 18          | 4           | 1           | -               | -               | 0               | -                 | -                 | -                 | -          | -          | -          | -                              | -                              | -                              | -                              | 18    | 4     | 1     |
| Sous-total            | Sous-total              | Sous-total            | -           | -           | -           | -               | -               | -               | -                 | -                 | -                 | -          | -          | -          | -                              | -                              | -                              | -                              | 0     | 0     | 0     |
| Total sur la carrière | Total sur la carrière   | Total sur la carrière | 79          | 9           | 5           | 6               | 0               | 1               | 8                 | 0                 | 3                 | -          | -          | -          | -                              | 5                              | 0                              | 1                              | 98    | 9     | 10    |